# Odalarevu
Odalarevu (également orthographié Vodalarevu ) est un village situé dans le mandal d'Allavaram, district de Konaseema dans l'État d'Andhra Pradesh en Inde. Situé dans la région côtière de l'État, le village est délimité par la rivière Godavari d'un côté et par le golfe du Bengale de l'autre.

## Géographie
Le village d'Odalarevu bénéficie d'un avantage géographique unique car il est situé entre la rivière Godavari et le golfe du Bengale. Ces frontières naturelles en font une destination touristique,.

## Économie

### Agriculture
L'agriculture constitue l'épine dorsale de l'économie d'Odalarevu. La région est connue pour son sol fertile et son climat favorable, ce qui la rend propice à la culture de diverses cultures. Les agriculteurs du village cultivent principalement du paddy, de la noix de coco, de la banane et d'autres fruits et légumes. De nombreux agriculteurs s'appuient sur des méthodes agricoles traditionnelles, tandis que certains ont adopté des techniques modernes pour améliorer leur productivité. Comme Odalarevu est situé près de la côte et est sujet à de fortes pluies, la zone est sensible aux inondations, notamment pendant les saisons de mousson ou en cas de cyclones,.

### Pêche
Odalarevu est également connue pour son industrie de la pêche. Le village est situé près du golfe du Bengale, offrant un accès facile aux ressources marines. Les activités de pêche, y compris la pêche traditionnelle et mécanisée, contribuent de manière significative à l'économie locale. Les pêcheurs se livrent à des activités telles que le chalutage, la pêche au filet maillant et l'élevage de crabes et de crevettes.
Ces dernières années, Odalarevu a été confrontée à des défis environnementaux liés aux déchets de la pêche et aux élevages illégaux de crevettes, entraînant une pollution de l'océan. Des pratiques inappropriées d'élimination des déchets et la présence d'élevages de crevettes non autorisés ont entraîné le rejet de polluants dans l'écosystème marin.

### Terminal pétrolier et gazier ONGC
Le terminal pétrolier et gazier de l'Oil and Natural Gas Corporation (ONGC) à Odalarevu, qui relève du bassin de Krishna Godavari, joue un rôle crucial dans l'extraction et le traitement des ressources pétrolières et gazières,. ONGC est une entreprise publique de premier plan impliquée dans l’exploration et la production d’hydrocarbures. Le terminal sert de plaque tournante majeure pour le stockage, le raffinage et le transport de ces précieuses ressources. La présence de cette installation contribue à la croissance économique de la région et offre des opportunités d'emploi à la population locale.